# Метод (фильм)
«Метод» — психологический триллер 2004 года, режиссёра Дункана Роя. Совместный фильм типа «сюжет в сюжете», повествующий о съёмках в Румынии ленты про серийного убийцу, Белль Ганнесс.

## Сюжет
Ребекка — актриса кино. Ей досталась главная роль в фильме. Действие происходит на съёмочной площадке и вокруг неё. Фильм одновременно показывает две временные линии: сами съёмки и конечный результат. По ходу фильма, Ребекка всё больше вживается в роль. А роль у неё не самая простая: серийная убийца. В итоге актриса на самом деле совершает преступление, также как и её героиня.

## В ролях
| Актёр             | Роль                     |
| ----------------- | ------------------------ |
| Элизабет Хёрли    | Ребекка                  |
| Джереми Систо     | Джек Филдс               |
| Оливер Тобиас     | Тедди режиссёр           |
| Кармен Ду Сотой   | Мона мать Ребекки        |
| Джон Барроумэн    | Тимоти Стивенс журналист |
| Сэм Дуглас        | Мистер Хинкли актёр      |
| Ханна Йеланд      | Бетани Филдс жена Джека  |
| Говард Самуэльсон | Камео                    |
| Иоана Паселеску   | Белль в жизни            |
| Мария Пинтеа      | Дженни дочь              |
| Марилена Челару   | Агнес                    |